# Tricyphona buetigeri
Tricyphona (Tricyphona) buetigeri là một loài ruồi trong họ Pediciidae. Chúng phân bố ở vùng Indomalaya.